# Obwód Korcza
Obwód Korcza (alb. Qarku i Korçës) – jeden z dwunastu obwodów w Albanii.
W skład obwodu wchodzą cztery okręgi: Devoll, Kolonja, Korcza i Pogradec, 37 gmin, z czego 6 miejskich (alb. Bashki), oraz 31 wiejskich (alb. Komuna). Stolicą obwodu jest Korcza. 
W 2011 roku według spisu ludności w obwodzie zamieszkiwało 220 357 mieszkańców. Wśród nich było 80,20% Albańczyków, 1,33% Greków, 1,78% Macedończyków, 1,21% Arumunów, 9,46% Romów, 0,38% Egipcjan. 13,39% ludności nie udzieliło odpowiedzi. Muzułmanie stanowili 58,98%, bektaszyci 2,07%, katolicy 1,13%, ewangelicy 0,30%, prawosławni 16,25%, ateiści natomiast  1,82%; odpowiedzi nie udzieliło 10,25% ludności.